# Trinity-Test
Der Trinity-Test [ˈtɹɪnɪtitɛst] (englisch für Trinität, Dreifaltigkeit) war die erste jemals erfolgte Kernwaffenexplosion. Der Test wurde am 16. Juli 1945 um 05:29:45 Uhr Ortszeit von den USA im Rahmen des Manhattan-Projekts, des Projektes der USA zur Kernwaffenentwicklung, durchgeführt. Trinity war der Codename des US-Militärs für diesen Versuch. Der Codename der Waffe war The Gadget („das Gerät“).

## Testablauf
Die Testwaffe, eine Plutonium-Implosionsbombe, wurde auf einem 30 Meter hohen stählernen Turm in den White Sands Proving Grounds im US-Bundesstaat New Mexico gezündet. Ursprünglich war als Zeitpunkt 4 Uhr morgens angesetzt, aber aufgrund schlechten Wetters verzögerte sich der Test bis 05:29:21 Uhr Ortszeit. Die Explosion, die 88 TJ Energie freisetzte, also eine Sprengkraft von 21 Kilotonnen TNT-Äquivalent besaß, hinterließ einen drei Meter tiefen und 330 Meter breiten Krater in der Wüste (33° 40′ 38,3″ N, 106° 28′ 31,5″ W). Die Druckwelle war 160 Kilometer weit zu spüren und die atombombentypische Pilzwolke erreichte 12 Kilometer Höhe. Der Sand in der Explosionsumgebung schmolz wegen der großen Hitze zu grünlichem Glas (Trinitit).
Um den Test zu verbergen, meldete das Militär, dass es sich um die Explosion eines Munitionslagers gehandelt habe, und gab den wahren Sachverhalt erst am 6. August bekannt, also am Tag des Bombenabwurfs auf Hiroshima.
Vor dem Test wurde am 7. Mai eine Ladung von 100 Tonnen Composition B gesprengt, um die Messgeräte zu kalibrieren.

Bei dem Test waren 260 Personen anwesend, die neun Kilometer von dem Explosionsort entfernt waren. Bei den nächsten Tests (Operation Crossroads) im Jahre 1946 waren es 40.000 Personen.

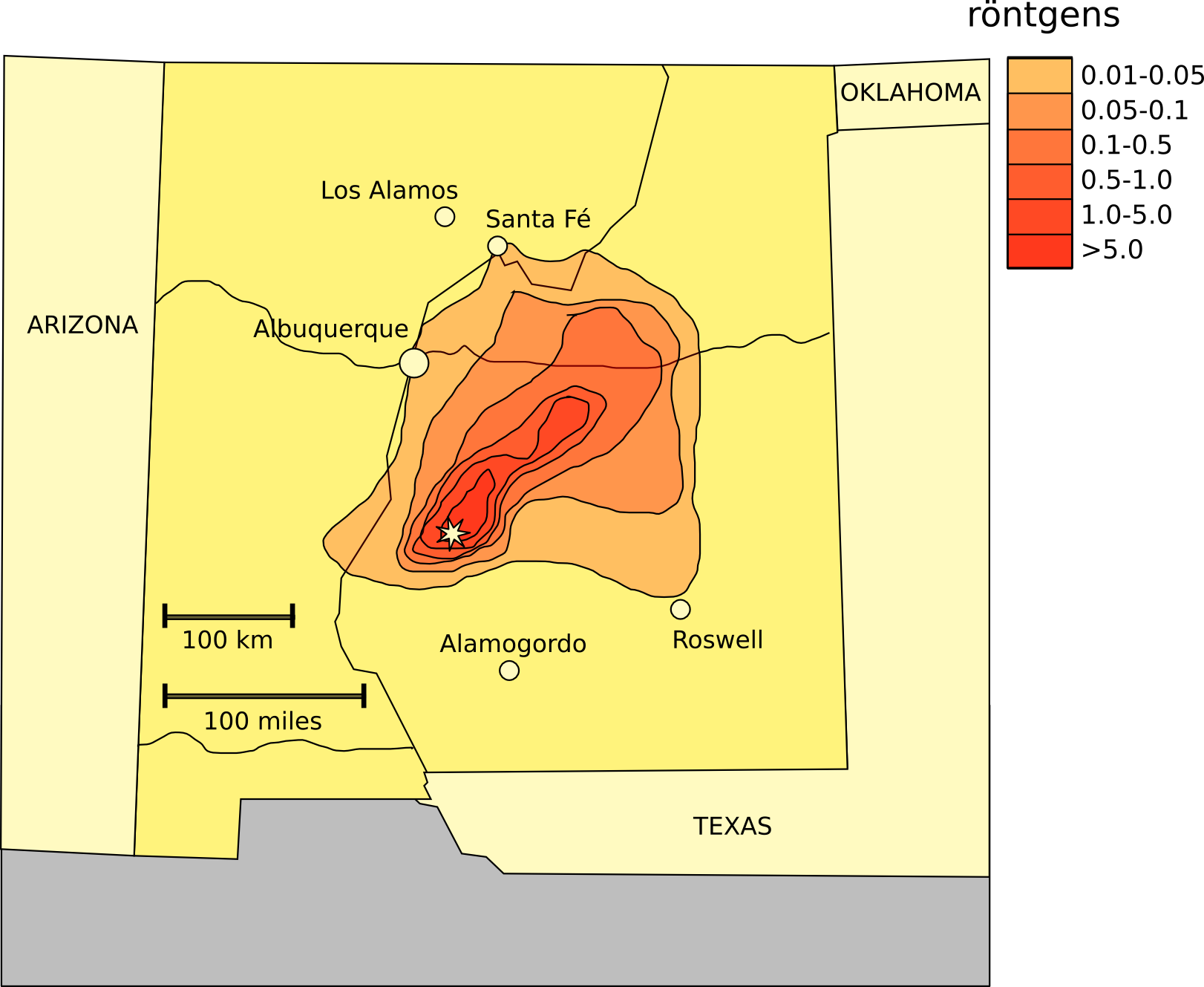
Nach Trinity – Radioaktiver Niederschlag (gelb: New Mexico). Die inzwischen veraltete Einheit Röntgen gibt die Ionendosis an. Bei einem Strahlungswichtungsfaktor von 1 entsprechen 5 Röntgen etwa 50 mSv (Millisievert) – die Strahlenkrankheit tritt ab ca. 700 mSv auf. Einer Dosis von 100 mSv wird eine Erhöhung der Lebenszeitinzidenz von Krebs um einen Prozentpunkt zugerechnet.

Neben der Überprüfung, ob der Plutonium-Implosionstyp (Codename „Fat Man“) wie geplant zünden würde, war der Test auch dazu gedacht, die Stärke der Bombe abzuschätzen, um beim Einsatz entsprechende Maßnahmen, wie zum Beispiel eine entsprechende Flughöhe des abwerfenden Bombers, zu ergreifen. Enrico Fermi nahm eine einfache, aber erstaunlich genaue Überschlagsrechnung vor, indem er, als er die Zündung sah, damit begann, Papierschnipsel zu Boden fallen zu lassen. Als die Druckwelle der Explosion seine Position erreichte, wurden die Schnipsel entsprechend abgelenkt und Fermi konnte daraus die Stärke der Explosion ableiten. Fermi kam auf etwa 10 Kilotonnen TNT-Äquivalent, was jedoch nicht die als Strahlung und Hitze abgegebene Leistung mit einberechnet, wie heute bei der Angabe der Stärke von Kernexplosionen üblich. Offizielle Messungen gehen von etwa 15–20 Kilotonnen TNT-Äquivalent, allerdings mit der Strahlungs- und Hitzeleistung aus. Damit war der Test etwas stärker als die wenige Tage später auf Hiroshima abgeworfene Bombe.
Die Explosion auf einem Turm begünstigte radioaktiven Niederschlag. Terrain und Wind verursachten radioaktive „Hot spots“. Farmer beobachteten vier bis fünf Tage lang mehlartigen Fallout. Anwohner im Umkreis von rund 20 Kilometern benutzten Regenwasser als Trinkwasser. Es gab weder Warnungen an Anwohner noch Informationen über Schutzmöglichkeiten oder etwaige Evakuierungen. Mit ungeeigneten Instrumenten registrierte man Expositionsraten bis 1,4 μC/(kg·s) Ionendosisleistung, wobei sich das Ausmaß der α-Strahler-Kontamination durch etwa 4,8 Kilogramm ungespaltenes Plutonium kaum bestimmen ließ. Bis heute sind die Messdaten dieses Feldversuchs nicht rigoros evaluiert, Dosisbelastungen der betroffenen Öffentlichkeit durch Luft-, Wasser- und Nahrungsmittelkontamination nicht bestimmt worden.
Der Testort (engl. Trinity site) wurde im Dezember 1965 zum National Historic Landmark (offizieller historischer Ort nationaler Bedeutung) erklärt. Die Stätte wurde im Oktober 1966 als Historic District in das National Register of Historic Places eingetragen. Da sich die Trinity site bis heute innerhalb des White-Sands-Militärgeländes befindet, ist sie meist abgesperrt, am jeweils ersten Samstag im April und Oktober jedoch für ein paar Stunden öffentlich zugänglich. Ein schwarzer Obelisk markiert den Punkt der Kernwaffenzündung, an dem immer noch eine geringe Reststrahlung vorhanden ist. Außerdem findet man grünes Glas, Trinitit genannt, aus wieder herabgeregnetem, verdampften Sand und Gestein der Erdoberfläche des Testgeländes.

## Folgen
Waffentechnisch wurde der Test als erfolgreich eingeschätzt und führte zur Freigabe der Waffe an die politische und militärische Führung. Bei den Atombombenabwürfen auf Hiroshima und Nagasaki kamen zwei verschiedene Bombentechniken zum Einsatz:
- Am 6. August über Hiroshima (Little Boy), mit einer einfach konstruierten Uranbombe, die auf dem einfachen, aber zuverlässigen „Kanonenprinzip“ beruhte. Ein Versagen der Konstruktion galt als sehr unwahrscheinlich, sodass auf einen Test verzichtet wurde. Außerdem war nicht genügend angereichertes Uran für eine zweite Bombe verfügbar.[14][15]
- Am 9. August über Nagasaki (Fat Man), ebenfalls vom Implosionstyp wie Trinity; Stärke im Bereich von 20 bis 22 kt.

Weitere Tests folgten ab 1946, um den Einsatz bei den verschiedenen Waffengattungen zu prüfen. Siehe dazu die Liste der Atomwaffentests.

## Namensgebung
Dem Testgelände wurde zur Sicherheit ein Deckname gegeben. Robert Oppenheimer wählte dafür den Ausdruck „Trinity“ (deutsch „Dreifaltigkeit“). 1962 fragte General Groves bei Oppenheimer schriftlich an, ob der Ursprung des Namens darin liege, dass „Trinity“ eine übliche Bezeichnung für Flüsse und Berge im Westen der USA sei. Oppenheimer antwortete, er habe bei der Namensgebung an ein Gedicht von John Donne gedacht. Dort heißt es: „Zerschlage mein Herz, dreifaltiger Gott“. Weiter habe er keine Erklärung. Die Bombe „Trinity“ selbst war wiederum Namensgeber des Trinitits, eines bei der Explosion entstandenen Alphastrahlers aus geschmolzenem Sand, der dadurch zu künstlichem Glas wurde.

## Galerie

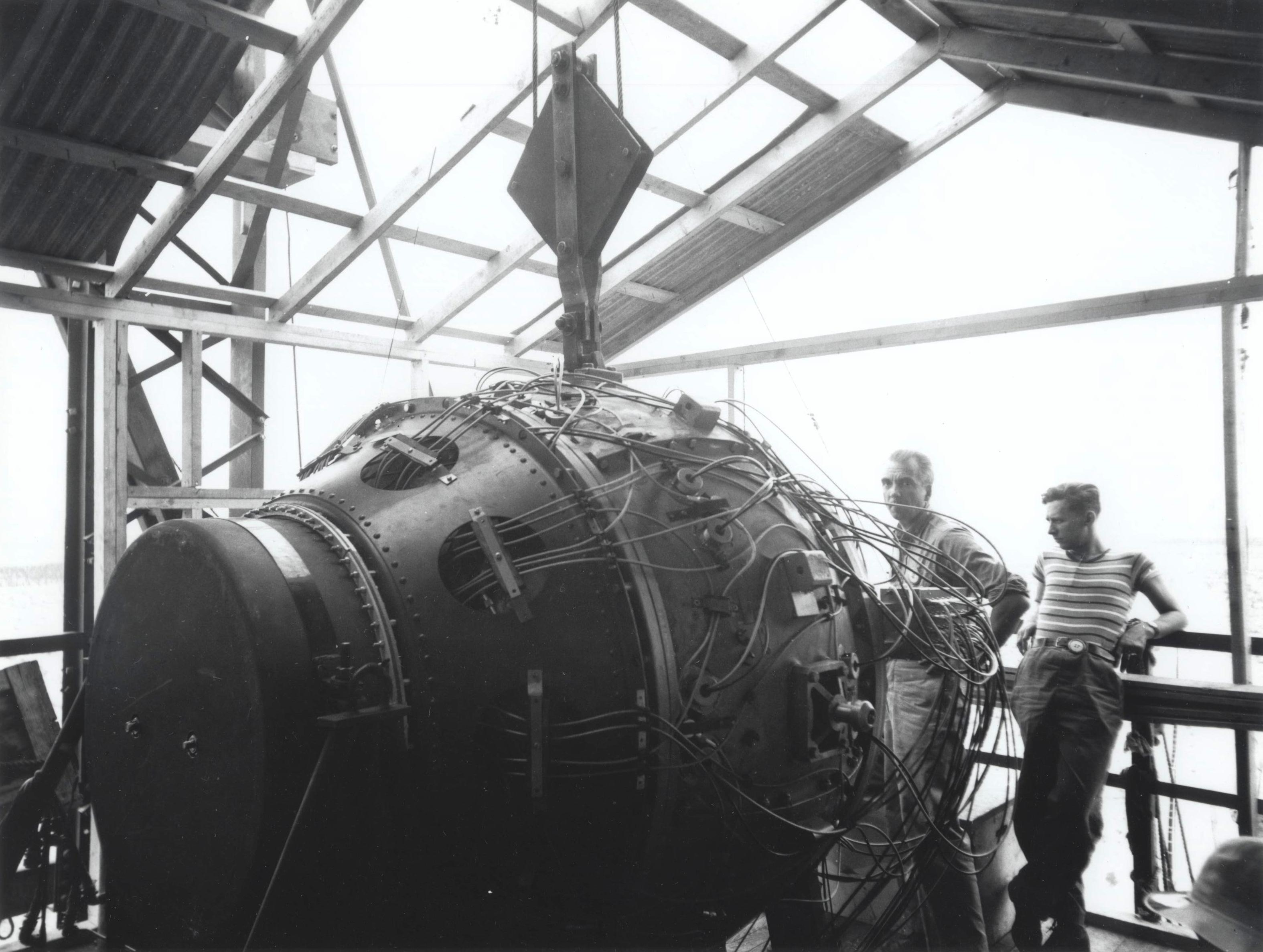
The Gadget kurz nach der Fertigstellung, 15. Juli 1945
- Explosion von 100 Tonnen (0,1 kT) Composit B
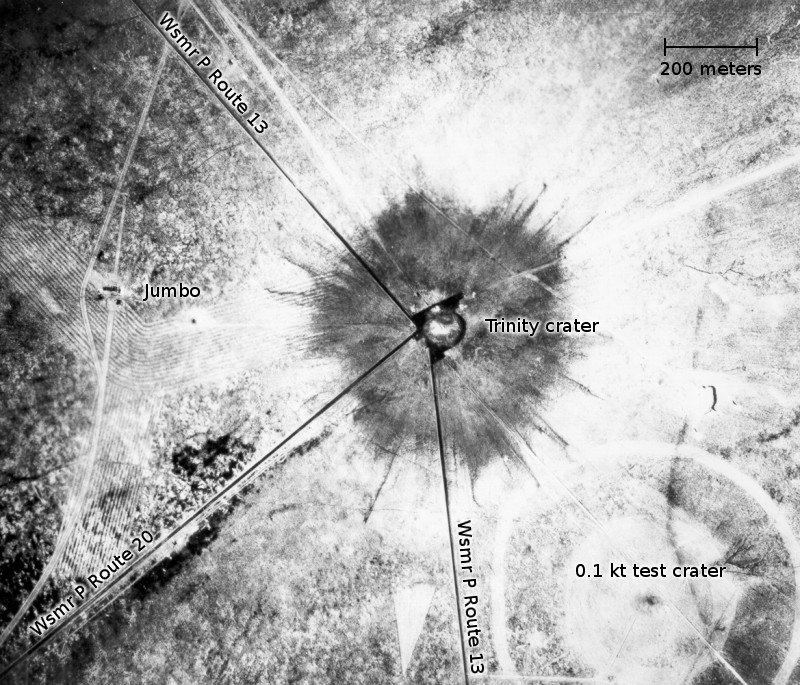
Das Gelände der ersten atomaren Explosion aus der Vogelperspektive
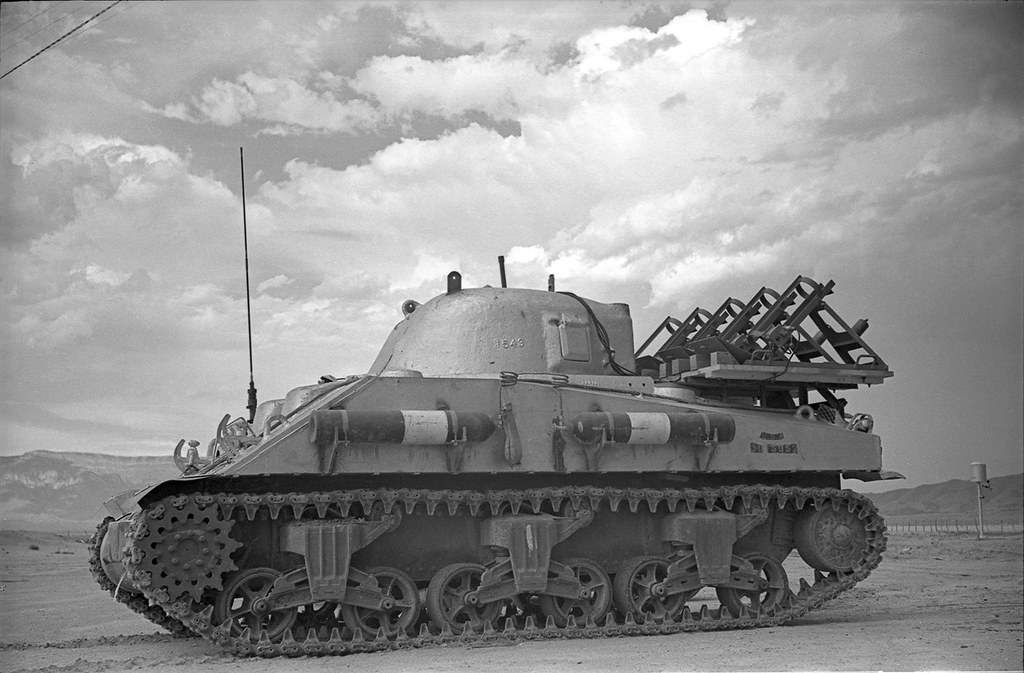
Zusätzlich mit Blei geschützter Sherman diente zur Entnahme einer Bodenprobe am Ground Zero
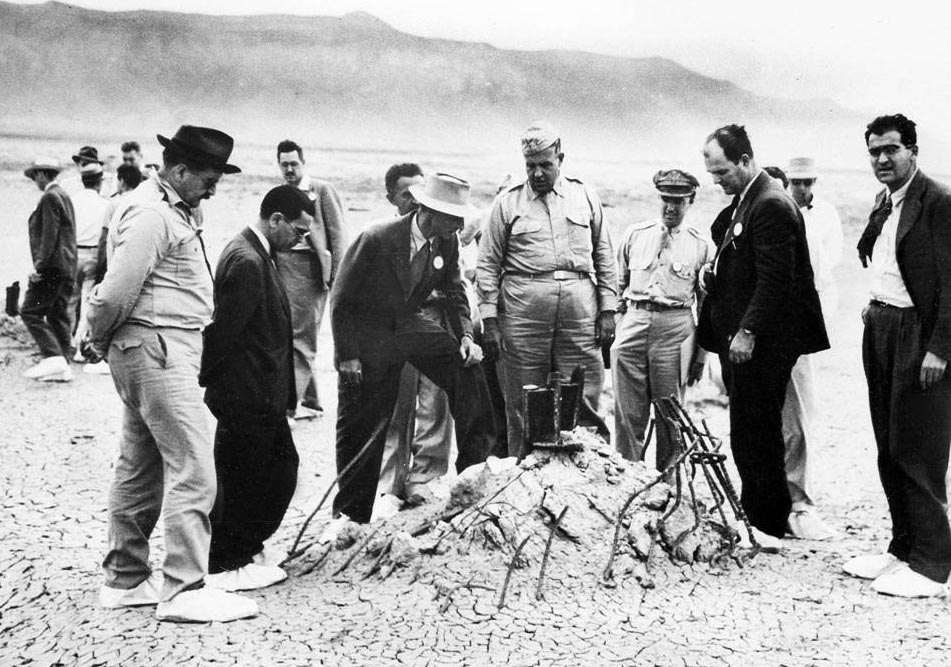
Robert Oppenheimer (heller Hut) und General Leslie Groves (rechts von Oppenheimer) besichtigen die Überreste des Bombenturms
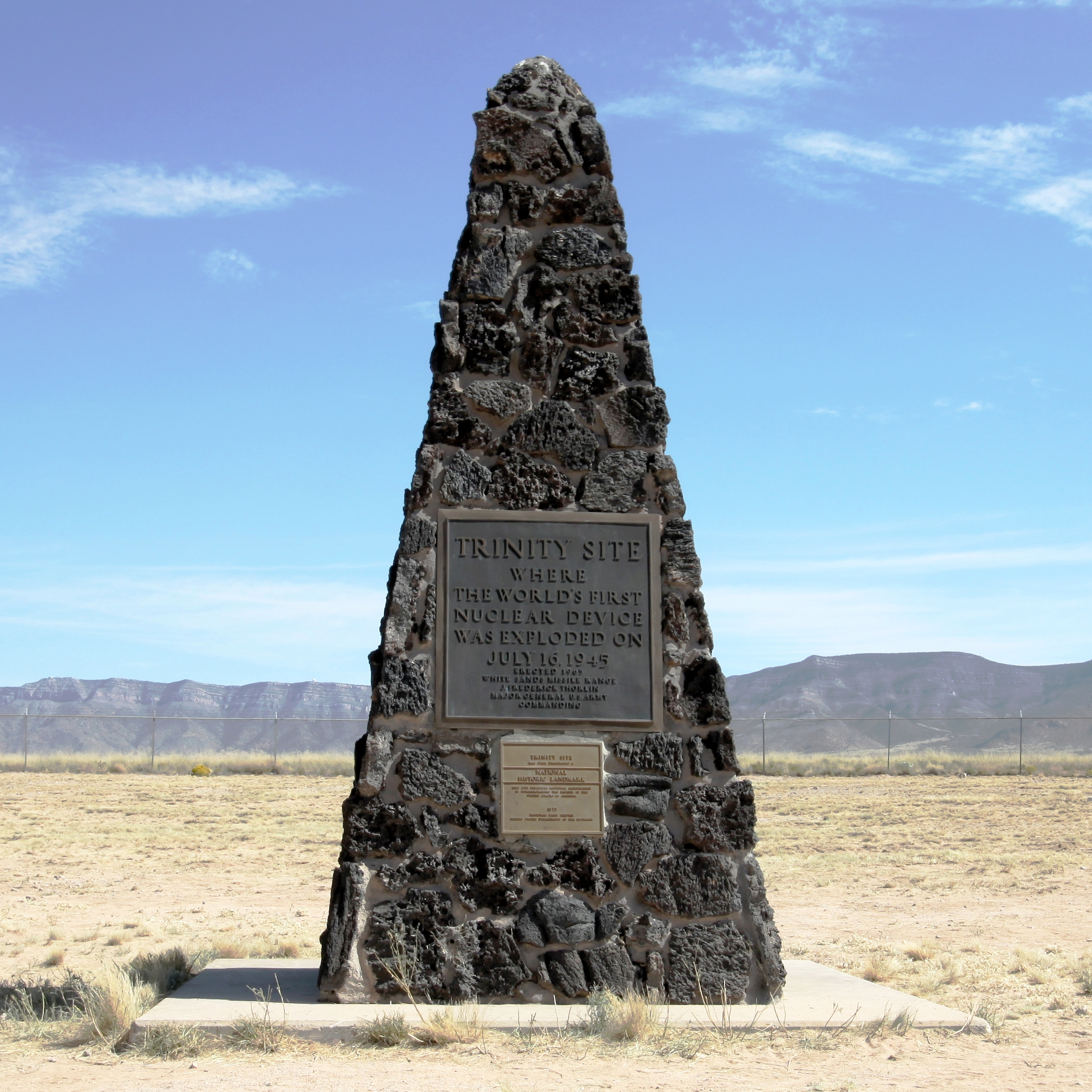
Trinity-Denkmal